# Эннепе
Эннепе (нем. Ennepe) — река в Германии, протекает по земле Северный Рейн-Вестфалия. Левый приток Фольме (приток Рура). Площадь бассейна реки составляет 187,554 км², длина реки — 42,114 км.
В начале течения река протекает через природный заповедник Вильде-Эннепе. Далее река наполняет водохранилище Эннепетальшперре. Ниже водохранилища и до города Эннепеталь река протекает по территории природного заповедника «Долина Эннепе», входящего в сеть охранных зон Натура 2000.
Воды Эннепе наполняют ров замка Гут-Рохольц.